# 一港斎永林

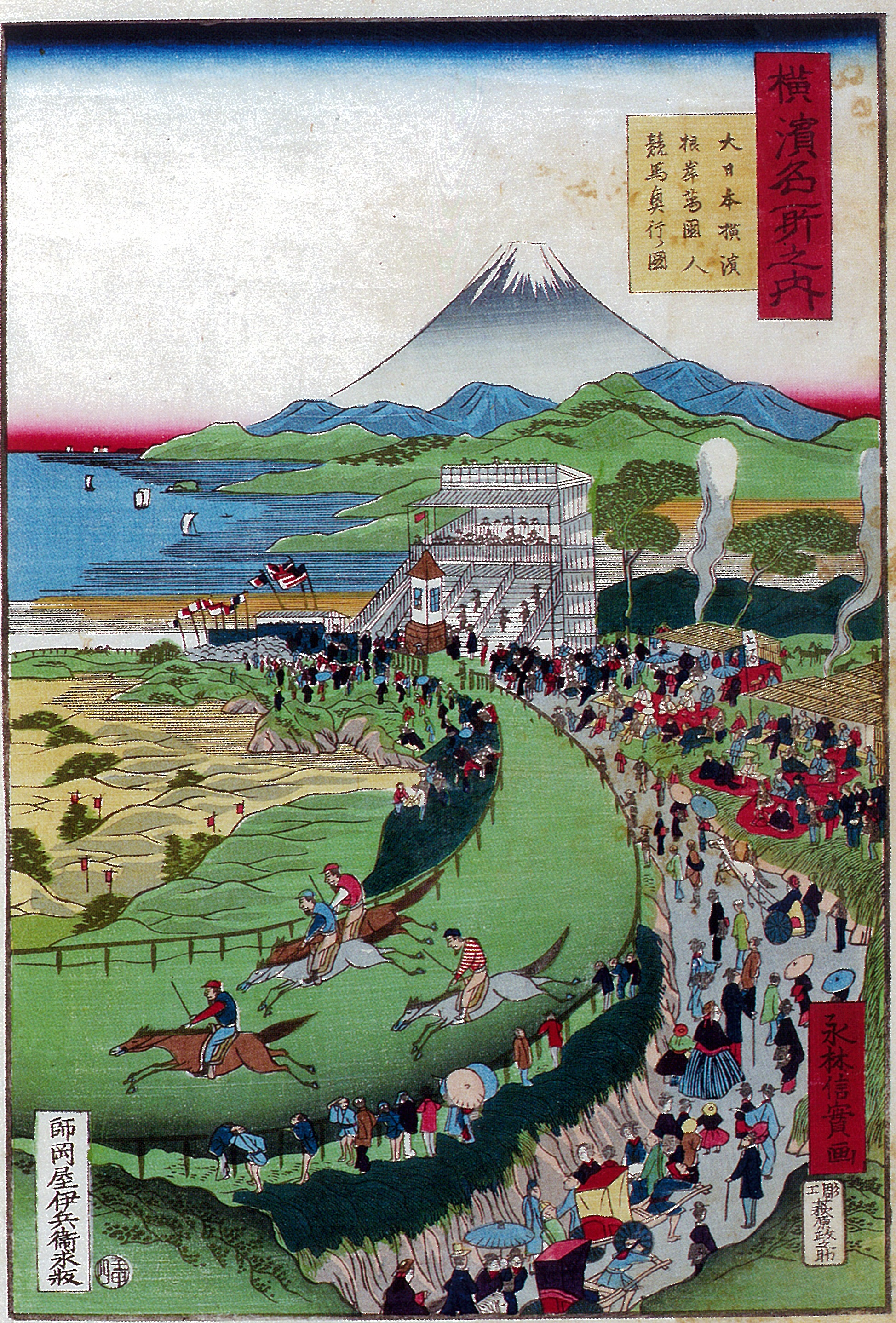
「横浜名所之内　大日本横浜根岸万国人競馬興行ノ図」　永林画。

一港斎 永林（いっこうさい えいりん、生没年不詳）とは、明治時代の浮世絵師。

## 来歴
師系・経歴不明。明治5年（1872年）版行の錦絵11点が作として知られるのみであり、永林と称するが「永林信實」と署名したものもある。これらは全て横浜絵である。

## 作品
- 「横浜名所之内」　大判錦絵10枚揃　※明治5年。蒸気車館昌栄の図、本町朝きり、谷戸山雪中、厳島の杜、伊勢山大神宮、波戸場入船、渡せん場、野毛の眺望、鉄の橋朝さくら、大日本横浜根岸万国人競馬興行ノ図。師岡屋伊兵衛版
- 「横浜鉄道寮出車之図」　大判錦絵3枚続　※明治5年